# Cimetière de Somain
Ne doit pas être confondu avec le cimetière de La Renaissance de Somain, disparu en 1979
Le cimetière de Somain  est un cimetière situé au nord du centre-ville de la commune de Somain, dans le Nord, en France, il remplace celui qui existait autour de l'église Saint-Michel.

## Description
Il existait autrefois un cimetière autour de l'église Saint-Michel, celui-ci disparaît au tout début du XXe siècle.
On trouve dans le vieux cimetière le monument aux morts de la guerre de 1870. Il était auparavant situé rue Adolphe-Thiers, devenue rue Paul-Vaillant-Couturier, près de l'école Victor-Hugo, depuis détruite et remplacée par l'école Paul-Éluard.
Le second monument, commémorant la Première Guerre mondiale, comporte une crypte dans laquelle existe la tombe d'un soldat britannique du Commonwealth : le lieutenant Herbert Frederick Birdwood, tué lors d'un combat aérien au-dessus de Valenciennes le 2 mars 1916. La statue représente Louise Michel, 253 somainois sont morts durant la Grande Guerre, durant la Seconde Guerre mondiale, ce sont quarante-cinq militaires et cent-neuf civils qui ont été victimes des raids aériens.

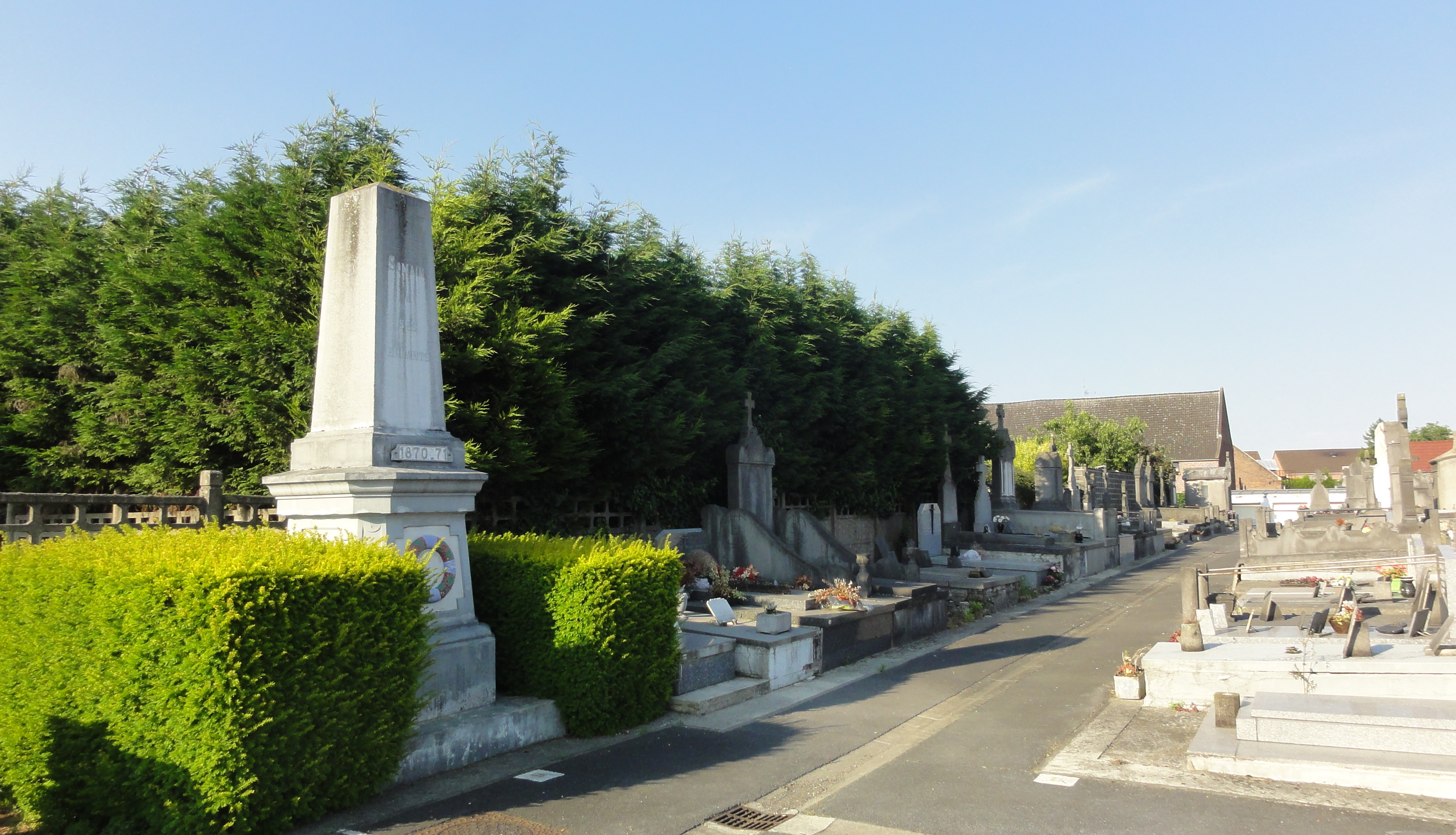
Le monument aux morts de la guerre de 1870.
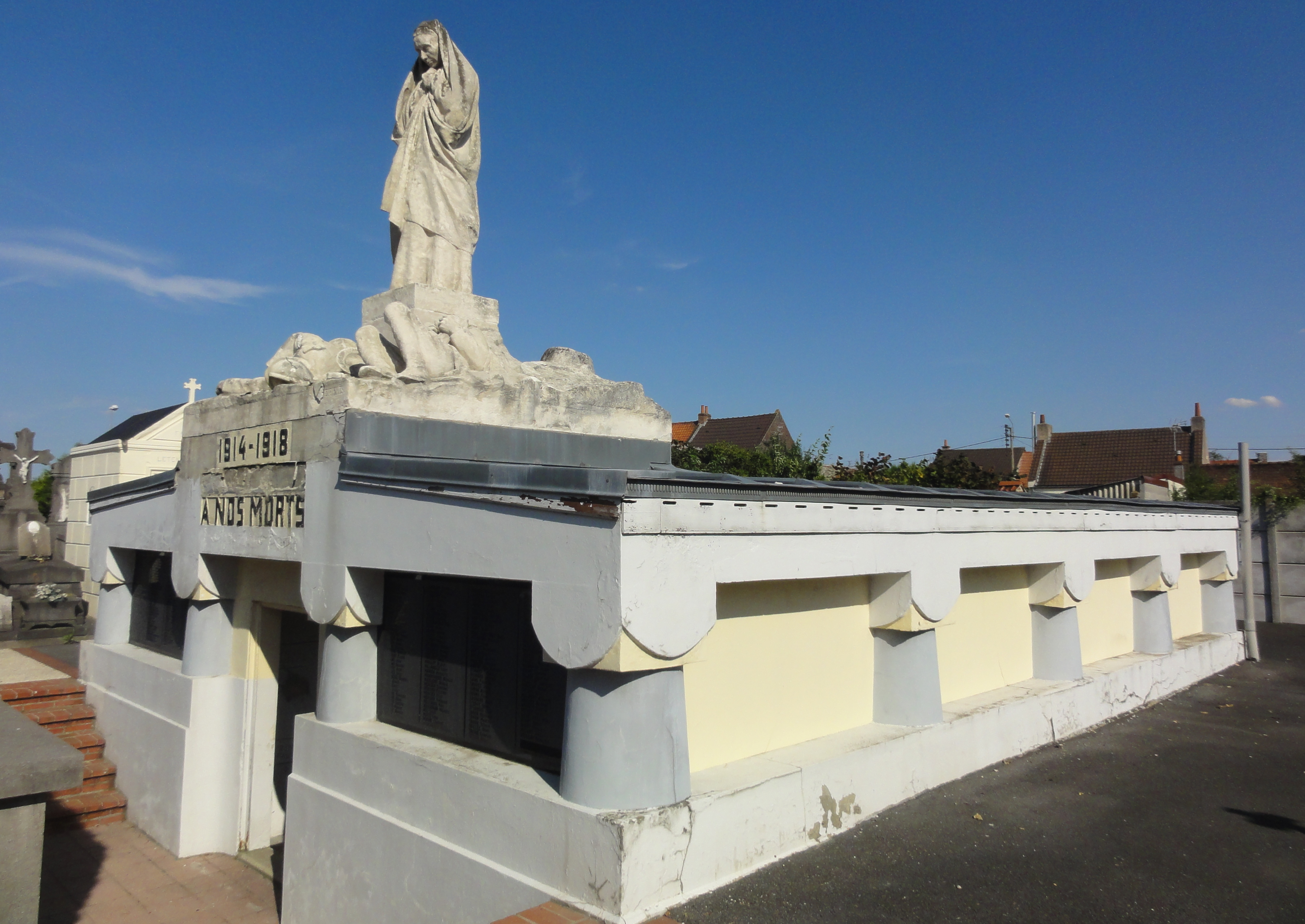
Le monument aux morts et sa crypte.
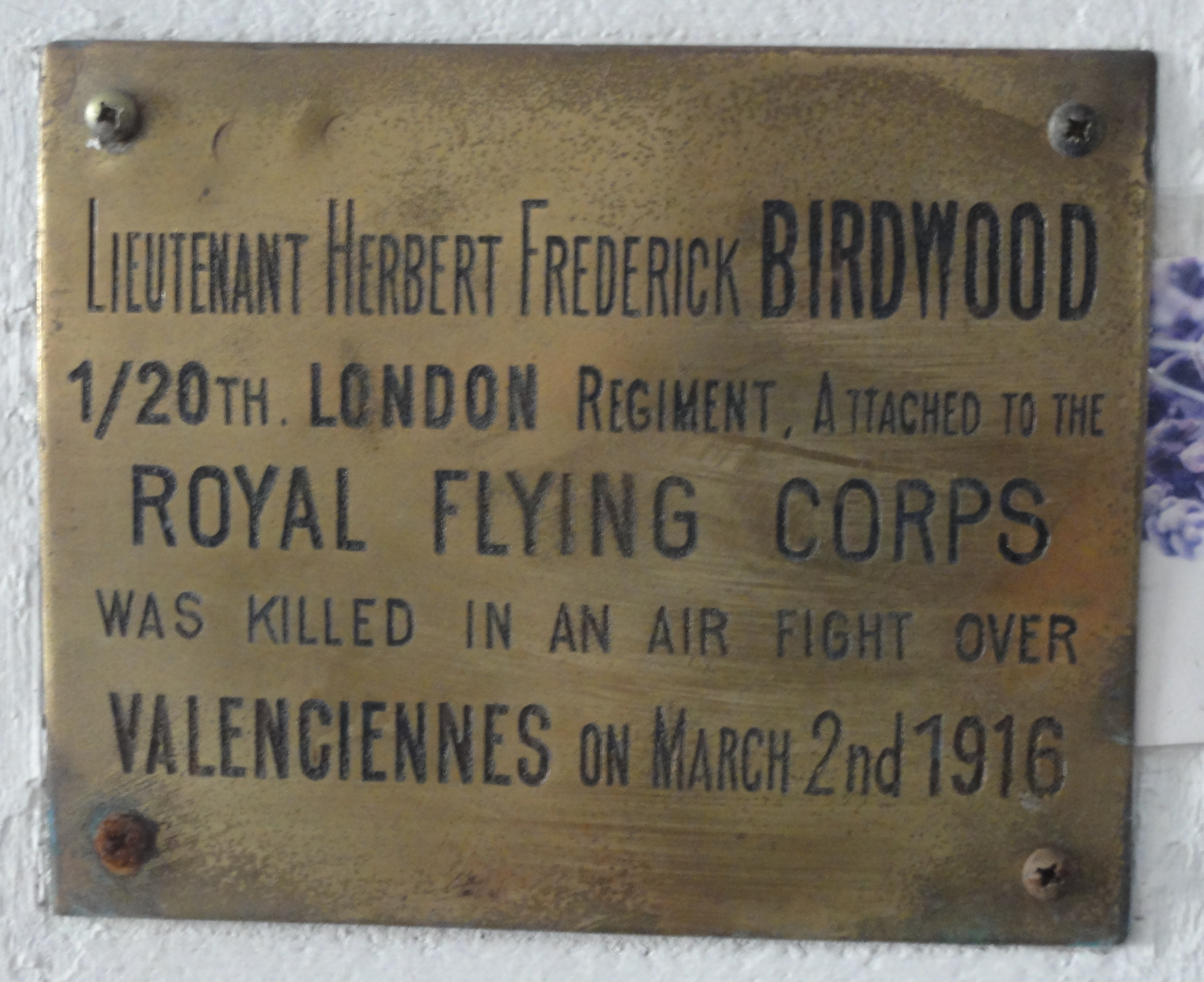
Tombe du Commonwealth.